# ステイシー・ロングストリート
ステイシー・ロングストリート（Stacy Longstreet）は、主にロールプレイングゲーム（RPG）を手掛けるアートディレクター。

## キャリア
ロングストリートは、リチャード・ベイカーが率いるSCRAMJETチームの一員であり、ジェームズ・ワイアット、マシュー・サーネット、エド・スターク、ミシェル・カーター、クリス・パーキンスがデザイナーであった。このチームは、開発中であったダンジョンズ&ドラゴンズ第4版で使われる設定の更新を担当していた。